# ایان مک‌نیس
ایان مک‌نیس (به انگلیسی: Ian McNeice) (زاده ۲ اکتبر ۱۹۵۰) بازیگر انگلیسی است.

## گزیدهٔ نقش‌آفرینی‌ها
- کلئوپاتراها (۱۹۸۳)
- لبه تاریکی (۱۹۸۵)
- آزادی را فریاد کن (۱۹۸۷)
- تقاطع خیابان ۸۴ (۱۹۸۷)
- والمونت (۱۹۸۹)
- خانه روسی (۱۹۹۰)
- ۱۸۷۱ (فیلم) (۱۹۹۰)
- ایس ونچورا: هنگامی که طبیعت فرا می‌خواند (۱۹۹۵)
- خطاهای نرم‌افزاری (۱۹۹۵)
- مرد انگلیسی (۱۹۹۵)
- یک زندگی کمتر معمولی (۱۹۹۷)
- هورنبلوئر (مجموعه تلویزیونی) (۱۹۹۸)
- باغ آلبالو (فیلم ۱۹۹۹) (۱۹۹۹)
- دیوید کاپرفیلد (فیلم ۱۹۹۹) (۱۹۹۹)
- تلماسه فرانک هربرت (۲۰۰۰)
- از جهنم (فیلم) (۲۰۰۱)
- توطئه (۲۰۰۱)
- فرشته چهارم (۲۰۰۱)
- شهر و کشور (۲۰۰۱)
- فرزندان تلماسه فرانک هربرت (۲۰۰۳)
- توپ سیاه (۲۰۰۳)
- دور دنیا در ۸۰ روز (فیلم ۲۰۰۴) (۲۰۰۴)
- بریجت جونز: نکته باریک (فیلم) (۲۰۰۴)
- دکتر مارتین (۲۰۰۴-)
- صدای سفید (۲۰۰۵)
- الیور توئیست (فیلم ۲۰۰۵) (۲۰۰۵)
- رم (مجموعه تلویزیونی) (۲۰۰۵–۲۰۰۷)
- کوکب سیاه (۲۰۰۶)
- روز مردگان (فیلم ۲۰۰۸) (۲۰۰۸)
- والکیری (فیلم) (۲۰۰۸)
- دکتر هو (۲۰۱۰–۲۰۱۱)